# توجیه (آلبوم)
«موجه» (به انگلیسی: Justified) آلبومی از هنرمند اهل ایالات متحده آمریکا جاستین تیمبرلیک است که در ۴ نوامبر ۲۰۰۲ منتشر شد.